# Кричевський район
Кричевський район — адміністративно-територіальна одиниця Білорусі, Могильовська область.

## Люди
У районі народилися:
- Гусаковський Йосип Іраклійович — радянський воєначальник, генерал армії, двічі Герой Радянського Союзу (село Вородьково).